# بات كيارني
بات كيارني (بالإنجليزية: Patrick J. "Pat" Kearney)‏ هو كاتب أمريكي، ولد في 24 مايو 1955 في بوتي في الولايات المتحدة، وتوفي في 12 أكتوبر 2014.